# Ukrajina (1990)
Ukrajina – ukraiński krążownik projektu 1164, zwodowany w 1990 roku w stoczni Zakład 445 w Mikołajowie na Ukrainie, jako czwarta jednostka tego projektu, nie ukończony.
Okręt budowany był dla Marynarki Wojennej ZSRR w stoczni nr 445 imienia 61 komunardów w Mikołajowie, w ówczesnej Ukraińskiej SRR, pod numerem budowy S-2011 i nazwą „Admirał Fłota Łobow”. Wodowanie miało miejsce 11 sierpnia 1990 roku, a okręt miał wejść do służby w 1992 roku. Na przeszkodzie temu stanął rozpad ZSRR w grudniu 1991 roku i ekonomiczne problemy Rosji i Ukrainy. Toczyły się rozmowy na temat podziału Floty Czarnomorskiej, a stocznia znalazła się na terytorium niepodległej Ukrainy i nieukończony okręt został przez nią przejęty. Na początku 1992 roku jego gotowość sięgnęła 94%. Zakład nie miał funduszy na ukończenie okrętu, podobnie jak nie miała funduszy na jego odkupienie i ukończenie Rosja. W latach 1993–1995 próbowano ukończyć okręt dla ukraińskiej marynarki wojennej i nawet sformowano jego załogę, lecz z powodów finansowych odstąpiono od tego. W 1999 roku w ramach kampanii wyborczej prezydent Łeonid Kuczma nadał okrętowi imię „Ukrajina” i podniesiono na nim banderę, lecz nadal prace wykończeniowe nie posuwały się naprzód. Jako że oryginalnym zadaniem okrętów tego typu miało być zwalczanie amerykańskich lotniskowców, Ukraina nie miała zastosowania dla tego rodzaju okrętów. Podejmowano więc wysiłki w celu sprzedaży nieukończonego kadłuba. Odmówiła jednak jego kupna Rosja, nie powiodły się także próby jego sprzedaży Chinom ani Indiom. Budowa nie jest kontynuowana, okręt pozostaje na terenie stoczni w Mikołajowie.